# August Kanitz

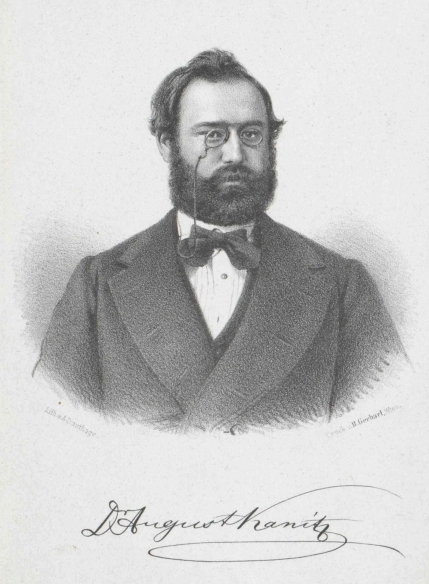
August Kanitz (1874)

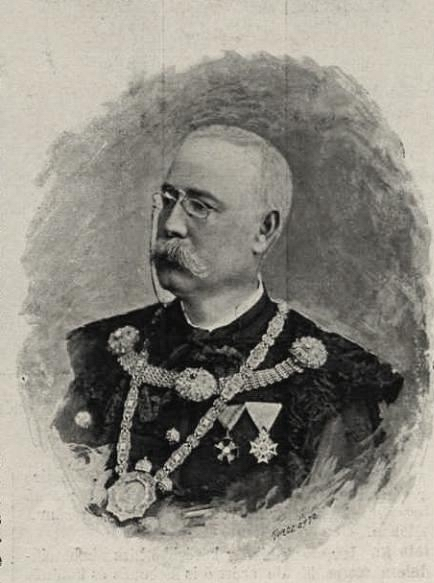
August Kanitz

August Kanitz, auch Ágoston, (* 25. April 1843 in Lugoj, Banat, Kaisertum Österreich; † 13. Juli 1896 in Klausenburg, Siebenbürgen, Österreich-Ungarn) war ein österreichisch-ungarischer Botaniker, Universitätsprofessor, Mitglied der ungarischen Akademie der Wissenschaften und korrespondierendes Mitglied der rumänischen Akademie.
Sein botanisches Autorenkürzel lautet „Kanitz“.

## Leben
Kanitz besuchte von 1852 bis 1860 das Gymnasium in Nagykőrös und in Temesvár, wo er im Juni 1860 sein Abitur ablegte.
1861 begann er das Studium der Medizin und Naturwissenschaften an der Universität in Wien bei den Professoren Unger, Frenzl und Neilreich. 1864 unternahm er Studienreisen nach Slawonien, Deutschland, Frankreich, Belgien, Niederlande und Italien und nahm 1867 am Pariser Botanikkongress teil.
Kanitz wurde von der Universität Tübingen auf Vorschlag Hugo von Mohls zum Dr. phil. promoviert. Von 1869 bis 1872 war er Professor der Naturgeschichte an der höheren landwirtschaftlichen Lehranstalt in Ungarisch-Altenburg, gab diese Stelle aber nach einem Jahr auf und besuchte 1871 mit einem staatlichen Reisestipendium Italien, um die Einrichtungen botanische Gärten und Museen zu studieren. 1872 wurde Kanitz Professor für Botanik an der neu eröffneten Universität Klausenburg, richtete den botanischen Garten ein und legte ein Universitäts-Herbarium an.
Kanitz erwarb sich große Verdienste in der Benennung von Pflanzen in Slavonien, Rumänien, Bosnien, Montenegro, Albanien und Serbien, als deren Ergebnis zusammenfassende Floren von Rumänien und von Bosnien-Herzegowina entstanden. 
Neben verschiedenen kleineren wissenschaftsgeschichtlichen Arbeiten verfasste er erstmals einen Abriss der Geschichte der ungarischen Botanik. Zudem bearbeitete er den Nachlass von Pál Kitaibel, Johann Heuffel, August Grisebach und Josef Raditschnig von Lerchenfeld. Von 1877 bis 1892 brachte er 15 Bände der botanischen Zeitschrift „Magyar Növénytani Lapok“ heraus.

## Werke (Auszug)
- Geschichte der Botanik in Ungarn, Hannover 1863
- Versuch einer Geschichte der ungarischen Botanik, Halle 1865
- Die Vegetationsverhältnisse der ungarischen Länder, 1865
- Die bisher bekannten Pflanzen Slavoniens, Wien 1866
- Übersicht der pflanzengeographischen Verhältnisse Ungarns, Siebenbürgens, Dalmatiens, Kroatiens und Slavoniens, Regensburg 1867
- Reise-Erinnerungen. Nach Italien, Innsbruck, Padua. Wien 1872
- gemeinsam mit Paul Friedrich August Ascherson: Catalogus cormophytorum et anthophytorum Serbiae, Bosniae, Hercegovinae, Montis Scodri, Albaniae hucusque cognitorum, 1877
- Plantae Romaniae hucusque cognitae, Klausenburg 1879–1881
- Botanische Ergebnisse der innerasiatischen Expedition des Grafen Béla Széchenyi, Budapest 1885
- Fundamenta rei herbariae generalis, 1889–1893